# Stazione di Arosio
La stazione di Arosio è la stazione ferroviaria ubicata nel territorio comunale di Arosio sulla ferrovia Milano-Asso. È gestita da FerrovieNord.
Nel 2005 la stazione ha registrato il transito di 397.497 viaggiatori.

## Storia
La stazione fu aperta il 22 novembre 1879 assieme al tronco ferroviario della Milano-Erba proveniente da Mariano Comense.
Era anche in progetto di collegare Romanò Fornaci con la linea Renate-Romanò Fornaci e con la Monza-Molteno, all'epoca gestite fino al 1913 dalle Ferrovie Nord, poiché con l'apertura di queste due linee, la zona industriale delle Fornaci di Briosco era intenzionata a realizzare un collegamento diretto a Monza, con eventuale estensione ad Arosio e congiunzione con la linea per Asso, ma il progetto non fu mai realizzato.

## Strutture ed impianti
L'edificio viaggiatori rispecchia lo stile di tutte le altre stazioni della linea ferroviaria Milano-Erba-Asso.
È una stazione dotata di due binari. A differenza della quasi totalità delle altre stazioni della stessa linea è caratterizzata dalla presenza di lunghi tratti di banchina alti 60 cm dal piano del ferro. Entrambe le banchine sono però tagliate in due dalla presenza di un passaggio a livello che attraversa il piazzale binari. Dal 2015 è dotata di una pensilina.
La stazione è priva di sottopassi.
Recentemente Arosio è stata provvista di nuovi sistemi di teleindicazione.

## Servizi
- Biglietteria (aperta di norma solo dalle 6 alle 13.30)
- Biglietteria self-service
- Parcheggio di scambio